# Rebecca Dulcibella Orpen
Rebecca Dulcibella Orpen foi uma artista inglesa do século XIX. Como se casou duas vezes, ela é ocasionalmente chamada de Rebecca Dulcibella Orpen Ferrers, Sra. Edward Henege Dering ou Rebecca Dering.

## Biografia
Rebecca Dulcibella Orpen nasceu em 1829 ou 1830, o registro histórico é obscuro quanto a qual, no Condado de Cork, Irlanda. Ela era filha de Abraham Edward Orpen e Martha Chatterton. Ela parece ter passado grande parte de sua juventude com sua tia, Lady Georgiana Chatterton e seu marido, Sir William Chatterton, e pode ter eventualmente ido morar com eles.